# Les Testes
Les Testes és una muntanya de 231 metres que es troba al municipi d'Olivella, a la comarca del Garraf.